# Pavlos Kagialis
Pavlos Kagialis (griechisch Παύλος Καγιαλής; * 14. Juli 1984 in Thessaloniki) ist ein griechischer Segler.

## Erfolge
Pavlos Kagialis nahm in der 470er Jolle an den Olympischen Spielen 2016 in Rio de Janeiro teil. Gemeinsam mit Panagiotis Mantis belegte er mit 58 Punkten den dritten Platz hinter dem kroatischen und dem australischen Boot und gewann damit die Bronzemedaille. Zwar waren sie punktgleich mit Mathew Belcher und William Ryan, beendeten das bei Punktgleichheit entscheidende, abschließende medal race als Zehnte jedoch direkt hinter den beiden neuntplatzierten Australiern. Bei Weltmeisterschaften gewannen Kagialis und Mantis bereits 2013 in La Rochelle und 2014 in Santander jeweils die Bronzemedaille.
2021 nahm Kagialis an den Olympischen Sommerspielen 2020 in Tokio teil. Er belegte zusammen mit Panagiotis Mantis in der Kategorie 470er Jolle den 8. Platz.